# Provincia de La Vega
La Vega es una de las 32 provincias de la República Dominicana. Con una superficie de 2287 kilómetros cuadrados, se encuentra casi en el centro de la República Dominicana. Bajo el nombre de «La Vega», fue una de las cinco provincias originales creadas por la Constitución de San Cristóbal en 1844. Está dividida actualmente en cuatro municipios: La Vega, como capital de  provincia, Jarabacoa, Constanza, y Jima Abajo.
Nueve provincias colindan, en mayor o menor extensión, con la provincia de La Vega: Azua, San José de Ocoa, Monseñor Nouel, Sánchez Ramírez, Duarte, Hermanas Mirabal, Espaillat, Santiago y San Juan.

## Municipios
La provincia de La Vega está dividida en Municipios que a su vez se dividen en Distritos Municipales (D.M.).
- La Vega
  - El Ranchito (D.M.)
  - Juan Rodríguez-Barranca (D.M.)
  - Río Verde Arriba (D.M.)
  - Tavera (D. M.)
- Constanza
  - La Sabina (D.M.)
  - Tireo (D.M.)
- Jarabacoa
  - Buena Vista (D.M.)
  - Manabao (D.M.)
- Jima Abajo
  - Rincón (D.M.)

### Evolución de su población
| 1935    | 1950    | 1960    | 1970    | 1981    | 1993    | 2002    | 2012    |
| 166,353 | 185,575 | 248,069 | 293,694 | 389,950 | 344,721 | 385,721 | 420,478 |

## Historia

### Primera fundación de la Ciudad de La Vega
La primera fundación realizada por Cristóbal Colón, según el historiador vegano Manuel Ubaldo Gómez fue el 8 de diciembre de 1494. Esta fue abatida por un movimiento sísmico en 1562. Sus ruinas son conocidas hoy como “Ruinas de la Vega Vieja”. 
Las Casas expresa que Colón, maravillado por la belleza del lugar le puso por nombre "La Vega Real". Su desarrollo económico inicial se cimentaba en la fundición de oro y en el cultivo y procesamiento de la caña de azúcar.
Esta primera fundación se dice que pasó a ser “la primera en importancia en toda la zona”. Ya en principios del siglo XVI, disponía de obispo en catedral, más dos conventos, el fuerte, un edificio que funcionaba como hospital, casa de fundición de monedas y edificios de administración.
Allí se acuñó la primera moneda y se establecieron los primeros comerciantes. En 1508 se le dio título de ciudad y en 1512 se erigió como sede del primer obispado establecido en la isla, siendo su único titular el doctor Pedro de Deza. Por ella transitaron Fray Bartolomé de Las Casas y Fray Pedro de Córdoba, defensores de los indígenas.
En la Concepción de La Vega fue donde se produjo el primer reparto de indios, a cargo de Rodrigo de Alburquerque y donde se estableció el convento de la Orden de las Mercedes, el cual se asoció legendariamente con la cruz plantada por Colón en el Santo Cerro, dando lugar al nacimiento del culto de dicha advocación mariana en República Dominicana. Esta cruz llegaría a alcanzar una notable fama con el nombre de la Vera Cruz.
Esta villa es importante sin embargo, en la época de la colonia, ya que en 1508 se le otorgó el título de ciudad y en 1512 se le designó como sede del primer obispado de la isla . 
Cuenta la tradición que en una de las batallas entre españoles e indígenas, en este lugar, se apareció la Virgen de Las Mercedes, en medio de los dos bandos en lucha, quien hizo el milagro de devolver las flechas que los indígenas le lanzaban a los españoles, beneficiando la victoria de los estos. Un cuadro artístico detalla esta leyenda, de tradición hispanófila, el cual se conserva en la iglesia de Las Mercedes, en el Santo Cerro.

### Segunda fundación de la Ciudad de La Vega
El 2 de diciembre de 1562 la ciudad fue destruida por un terremoto, siendo trasladada a la orilla meridional del río Camú. 
La segunda fundación de la ciudad corresponde a su actual emplazamiento y se cree que tuvo lugar entre los años 1562 y 1563. Se realiza al margen del río Camú.
La fecha exacta de la fundación de la nueva Concepción de La Vega se ignora, los historiadores refieren que después del terremoto, los vecinos, resolvieron fundar la nueva población a una distancia de dos leguas, en la margen meridional del río Camú, donde había una ermita dedicada a San Sebastián.
El esquema de desarrollo de la nueva ciudad seguía los patrones españoles: Una plaza principal, (plaza de armas, al sur de esta se erigió la iglesia y el cementerio, al oeste la fortaleza y la plaza de Gobierno, al este las casa principales de la comunidad y alrededor de la plaza al oeste y este las viviendas que no eran más que chozas, cuya construcción era de madera de pino y palma y techos de palma y yagua. 
Para 1598 sólo existían dieciséis casas de paja y no había plaza ni calles. Al tiempo de Antonio Osorio se registraron cuarenta vecinos, entre ellos un zapatero, un sastre y un tratante, y se contaron quince estancias de yuca y maíz.
En las primeras décadas del siglo XVIII La Vega tenía una población que se aproximaba a las 3000 personas, que vivían en forma muy pobre. De ellos, 450 eran hombres de armas.
El presbítero Francisco Amézquita y Lara fue el primer historiador que tuvo La Vega.

### Tercera fundación de la Ciudad de La Vega
En 1805, un intento fallido de dominación por parte de los habitantes de la parte occidental de la Isla. Hace que en su proceso de retirada, las tropas del general Jean Jacques Dessalines, incendien la Ciudad de La Vega, junto a otras ciudades del Cibao. Cuenta Guido Despradel en su libro "Historia de La Vega" que "Solamente la Iglesia y dos casas más de mampostería se libraron de la furia destructora del incendio a que sometiera a esta, y en aquel entonces risueña villa de Concepción de La Vega, el analfabeto Jean Jacques Dessalines. Y tal fue el terror que se apoderó de sus vecinos ante la irascible y brutal acometida de las huestesen derrota, que huyeron despavoridos a la montaña y a la espesura de los bosques, procurándose un seguro refugio del cual solamente los hizo salir, para volver a fundar vivienda sobre las cenizas de sus hogares un animoso religioso de la orden de San Agustín, expresamente enviado para realizar tan útil y necesaria labor de confianza y acercamiento".
La Ciudad es nuevamente fundada el 13 de marzo de 1813, cuando la isla después de haber pasado algunos años bajo el poder de Francia, vuelve a estar bajo el poder de la Corona Española. Hasta ser ocupación por los Haitianos en 1822.
Las calles de lo que hoy es el centro histórico de La Vega, son prácticamente las mismas calles trazadas en su segunda fundación en 1562. Y luego mejoradas por el gobernador haitiano Placide Lebrun, entre 1822 y 1844. Según Ing. César Arturo Abreu, la ermita de San Sebastián Mártir, que fue alrededor de la cual los sobrevivientes del terremoto de ese año se asentaron, formando la nueva Ciudad.
De dicha época a la de la ocupación haitiana, su progreso fue lento y escaso en la obtención de beneficios materiales. Pero durante la intervención haitiana, La Vega contó con un gobernante muy progresista llamado Placide Le Brun, quien ordenó empedrar las primeras calles, a las que dio nombre. Se construyeron puentes y se estimuló la agricultura.
El 7 de mayo de 1842 la ciudad fue una vez más abatida por un terremoto, que destruyó las principales construcciones con que contaba, como el Palacio de Gobierno y la Iglesia. La Vega tomó entonces el triste aspecto que conservó por muchos años. 
En los días de la Independencia Nacional la ciudad de La Vega se integró a la causa de la libertad, sirviendo de enlace el cura párroco presbítero José Eugenio Espinosa y Azcona. El 4 de marzo de 1844 La Vega formalizó su pronunciamiento en favor de la independencia, y ese mismo día se convirtió en el primer pueblo del país que izó el pabellón tricolor, confeccionado por las señoritas Villa.
El comercio, la agricultura y la industria, adquieren nuevo impulso con las inmigraciones provenientes de Santo Domingo, Santiago, Moca y otros lugares. El historiador Manuel Ubaldo Gómez señala que para esa época la instrucción pública sólo alcanzaba a las personas pudientes.
En ese se funda la Logia Masónica Concordia, primera instalada en el Cibao. Un grupo de jóvenes veganos funda la sociedad La Progresista, que había de contribuir de manera notable al engrandecimiento cultural de La Vega. También se construyó el primer teatro del país, que lleva ese mismo nombre.
Un hecho que vino a fortalecer de manera decisiva el desarrollo económico de la zona fue la inauguración del ferrocarril entre el puerto de Las Cañitas (Sánchez) y la ciudad de La Vega, producto del esfuerzo del benemérito Gregorio Rivas. En efecto, el transporte por ese medio de frutos y mercancías propició nuevas condiciones de vida a la sociedad vegana.
En 1915 la ciudad recibe el nombre de ciudad culta, por su dedicación al arte y la cultura. En el lugar de las ruinas de la primera ciudad, existe un parque arqueológico y un pequeño museo. Con el correr de los años ha surgido un poblado llamado Pueblo Viejo, en honor al primer lugar donde existió la ciudad.

## Ubicación
Situada en el centro del país, en la parte este de la región Cibao-sur de la región norte de la República Dominicana. 
La Concepción de La Vega, está ubicada en la región norcentral del Cibao a 120 kilómetros al noroeste de la ciudad de Santo Domingo. Se encuentra entre las cordilleras Central y Septentrional, a 90 metros sobre el nivel del mar. 
Limita al norte con las provincias de Santiago, Espaillat, Salcedo y Duarte, al sur con Azua y San José de Ocoa, al este con Sánchez Ramírez y Monseñor Nouel y al oeste con San Juan y Azua. Es montañosa, salvo en su extremo septentrional donde forma parte del valle de la Vega Real (del Yuna). La zona sur forma parte de la cordillera central, con altitudes como la de alto Bandera (2380 m) o Loma Redonda (2295 m).
Atravesada por la principal carretera del país, la autopista Duarte, colocando a sus comunidades entre las mejor comunicadas del país por la vía terrestre. 
Se distinguen 2 regiones principales, con características muy propias:
- La región montañosa, localizada en el centro de la Cordillera Central, que abarca aproximadamente las dos terceras partes de la provincia; y
- La región baja, correspondiente a la porción occidental del Valle del Cibao Oriental, relativamente llana.

## Economía
La principal actividad económica de la provincia son los servicios, destacándose la gran cantidad de plazas y comercios en la ciudad de La Vega. 
Seguido está la agropecuaria y agroindustria. También es importante la producción avícola, porcina y de ganado vacuno (especialmente de leche). 
La industria fabril se concentra principalmente en La Vega, con otras agroindustrias dispersas por toda la provincia, siendo los molinos arroceros de los más importantes del país. 
Debido a la diversidad de condiciones climáticas de la provincia, es posible producir una gran variedad de cultivos. Las hortícolas y frutales de clima fresco y frío (repollo, coliflor, brócoli, zanahoria, tayota, ajo, manzana, fresa, entre otros) son producidas en Jarabacoa y, principalmente, en Constanza y Tireo. La producción de flores también es importante en esta región montañosa. Igualmente es importante la producción de frijol (habichuela), como cultivo de ladera, lo mismo que el café.
En la parte baja, los cultivos de mayor extensión e importancia son el arroz, plátano, yuca y cacao. En las zonas aledañas al río Camú se produce una gran cantidad de "vegetales chinos", principalmente para la exportación. En las zonas bajas, donde no existe sistema de regadío, la producción pecuaria es importante (ganado vacuno de carne y de leche).

## Recursos mineros
En los terrenos de la provincia existen minerales como el cobre, oro, mármol gris y ferroníquel, entre otros, siendo explotados únicamente los dos últimos.
En Jarabacoa se localizan yacimientos de mármol gris en varios tonos. Mientras que el ferroníquel se localiza específicamente en Loma Ortega y cerca de la Loma Guaiguí.

## Regiones

### Región montañosa
La región montañosa está conformada por los municipios de Constanza, Jarabacoa y parte del municipio cabecera de La Vega. En esta zona nacen los principales ríos del país (y de la provincia). Sus principales ciudades son Constanza y Jarabacoa. 
Tiene un clima templado húmedo, según la clasificación de Köppen, caracterizado porqué la temperatura media es inferior a 18 °C durante todos los meses, excepto en el verano, cuando la media mensual llega a 19 y 20 °C y la precipitación media anual es de 1000 a 1500 mm. Las zonas de vida que predominan en esta región son el Bosque muy húmedo montano bajo (Mmh-MB), destacándose el Bosque de Ébano Verde (Magnolia pallescens), y el Bosque muy húmedo montano (Mmh-M), con sus bosques de pino (Pinus occidentalis). 
En esta región, hacia el oeste, se localiza el Macizo Central, que es la sección de la Cordillera Central donde se encuentran las mayores alturas del país (y de la isla y de las Antillas). Hacia el sur, se encuentra el Macizo de Valle Nuevo, donde está la mayor altura de la provincia: la Loma de Alto Bandera, con 2872 metros sobre el nivel del mar. 
Además, existen 3 valles intramontanos de gran importancia por su producción de flores, vegetales y frutas: Constanza, Jarabacoa y Tireo (este último el más pequeño). 
El Valle de Constanza (junto con el de Tireo, que está muy próximo) es el más alto del país y está situado a unos 1190 m s. n. m. Divide a la Cordillera Central en dos grandes macizos: el Macizo Central, hacia el noroeste, y el Macizo de Valle Nuevo, hacia el sur. Su superficie es de 30 kilómetros cuadrados. En la ciudad de Constanza, a una altitud de 1164 m s. n. m., la temperatura media anual es de 18 °C, con una máxima media de 20.8 °C y una mínima media de 3.2 °C. La precipitación media anual es de 1037.5 mm. 
El Valle de Jarabacoa, con 23 kilómetros cuadrados, forma un triángulo enmarcado, principalmente, por los ríos Yaque del Norte y Jimenoa. Está situado al pie del Macizo Central a unos 530 metros sobre el nivel del mar, y a 30 kilómetros de La Vega. En la ciudad de Jarabacoa, ubicado a una altitud de 529 m s. n. m., la temperatura media anual es de 22.0 °C, con una máxima media de 25.8 °C y una mínima media de 10.3 °C. La precipitación media anual es de 1466.1 mm.

### Región baja
Esta región, conformada por el municipio de Jima y parte del municipio cabecera de La Vega, se caracteriza por ser casi completamente llano, con muy pocas colinas bajas. Su clima, según la clasificación de Köppen, es tropical húmedo de bosque, caracterizado porqué la temperatura media es de 18 °C durante todos los meses del año, con diferencias insignificantes entre el mes más frío y el más caliente; la precipitación media anual es mayor de 2000 mm. Predomina la zona de vida Bosque húmedo subtropical (Bh-S). 
El principal centro urbano de la región baja (y de la provincia) es la ciudad de La Concepción de La Vega (o simplemente La Vega), ubicada 100 m s. n. m. La temperatura media anual es de 26.3 °C, con una máxima media de 31.1 °C y una mínima media de 19.5 °C. La precipitación media anual es de 1457.4 mm.

## Hidrografía
La provincia de La Vega cuenta con un rico sistema hidrográfico compuesto por ríos, riachuelos y cañadas, además cuenta con un nivel freático alto, esto posibilita una irrigación adecuada de la tierra lo que facilita el cultivo de una gran cantidad de productos agrícolas.
Los principales ríos de la provincia son:
- Yaque del Norte, cuya cuenca alta se localiza en el municipio de Jarabacoa.
- Camú ,afluente del río Yuna y que es el principal río de la provincia. Junto con sus afluentes, determina gran parte de la fisonomía de la provincia.
- Jimenoa, afluente del Yaque del Norte al noreste de la república

Además de esos ríos, existen otros como el río Licey, que es el único de la provincia que nace en la Cordillera Septentrional (en la provincia Santiago, al norte de Tamboril) y que es afluente del Camú; el río Verde, tributario del Licey; el río Tireo, que nace en el Valle del Tireo y es afluente del Yuna; el río Grande, que nace en Valle Nuevo (Constanza) y luego de girar hacia el sur se denomina río del Medio y es afluente del Yaque del Sur; el río Baiguate, afluente del Jimenoa; el río Jima, tributario del Camú; y otros.

## Principales atractivos turísticos
- Las ruinas coloniales de La Vega Vieja.
- El Santo Cerro, con el Santuario de Nuestra Señora de las Mercedes, Patrona de la República Dominicana.
- Catedral de la Inmaculada Concepción
- Carnaval Vegano
- Balnearios de Jarabacoa
- Museo del Carnaval
- Pabellón de los Inmortales del Deporte Vegano
- Museo Sacro

### Áreas protegidas
La Provincia tiene varias reservas científicas en su territorio ellas son:
- Reserva Científica Ébano Verde
- Reserva Científica de Valle Nuevo
- Valle intramontano de Jarabacoa con el principal turismo de aventuras del país (rafting, canyoning, parapente, cascading, mountain bike, cabalgatas, tubing, montañismo, etc.).
- El salto Aguas Blancas, en Constanza, y los saltos de los ríos Jimenoa y Baiguate, en Jarabacoa. También está el Jarabacoa River Club, un bellísimo lugar turístico.
- Los balnearios en los ríos (Acapulco, Bayacanes, Confluencia).
- Las zonas de arte rupestre prehispánico de Constanza.

## Desastres naturales
La ciudad de La Vega ha afrontado diferentes desastres naturales. Entre los más desastrosos esta el terremoto ocurrido en la época precolombina el cual destruyó toda el área que hoy es conocida como las ruinas de La Vega vieja.
En el 2008 un tornado y una granizada azotó gran parte de la población en el Municipio de La Vega dejando grandes estragos y miles de hogares destruidos.

## El Carnaval Vegano
Para algunos investigadores, las primeras manifestaciones de carnaval se realizaron en lo que es hoy las Ruinas de la Vega Vieja, en febrero de 1520, en ocasión de una visita de Fray Bartolomé De Las Casas. 

### Elementos del Carnaval Vegano

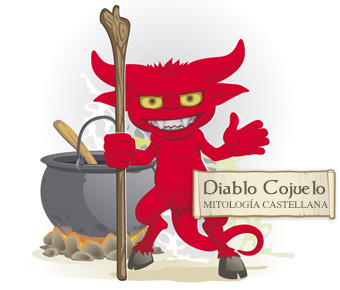
El diablo Cojuelo es un demonio socarrón y juerguista recogido en la tradición oral y literaria de Castilla.

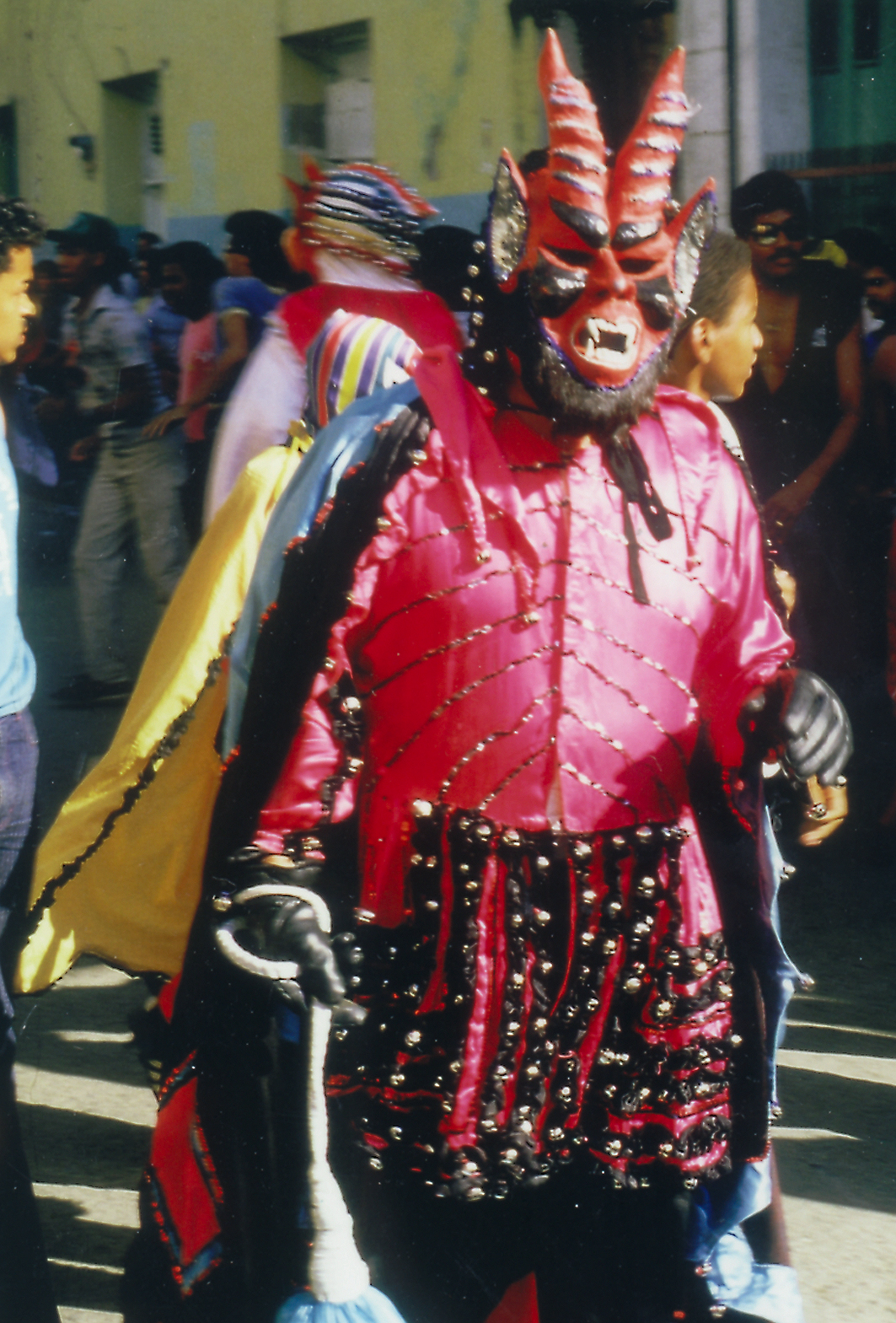
Disfraz de diablos cojuelos, en los carnavales de 1987.

Yanio Concepción, estudioso de las costumbres y tradiciones veganas, explica los elementos característicos del carnaval. La careta del diablo cojuelo puede representar la típica cara del diablo europeo, una cabeza de animal o escapar hacia el mundo de la fantasía para representar facciones antropomorfas; ella es fea y bella, terrorífica bondadosa, seria y alegre, pero más que nada es burlona.
Con respecto al disfraz señala que consta esencialmente de un pantalón ancho ajustado a los tobillos; una camisa ancha de grandes mangas, que se ajustan en la cintura y en las muñecas, terminando abajo en una faldilla, un capuchón que es denominado galacha, el cual cubre la cabeza y cae por la espalda; estas prendas son confeccionadas con la tela brillante y cosidas en estos cientos de cascabeles, una careta para cubrir la cara y una vejiga para golpear.
Los diablos cojuelos adoptan diferentes nombres de acuerdo con el lugar. Por eso en Cabral se les llaman Cachúas, en Montecristi, Toros y en Cotuí, Papeluses.
El folclorista Fadrique Lizardo, ya fallecido, (citado por Mario Concepción) abunda sobre las caretas de los diablos, y al respecto dice: las caretas son muy bien hechas; es en esa ciudad (La Vega) el único lugar en que se encuentran caretas móviles, o sea, que hacen que la mandíbula se mueva y aparezcan los dientes.
El más popular de los careteros veganos fue Felipe Abreu, quien no solamente trabajó para sí mismo, sino que se convirtió en el maestro forjador de la mayoría de los que se disfrazan.

### El Carnaval en la actualidad
Para que el Carnaval Vegano se revista de la brillantez que lo caracteriza, la preparación abarca todo el aire del carnaval. La Unión Carnavalesca Vegana (UCAVE) es la entidad que tiene que ver con todo lo relativo a esa fiesta; cada año se elige un comité organizador, el cual es presidido por el síndico, en el entendido de que, como ejecutivo municipal, es el funcionario facultado para ordenar el cierre de las calles y de brindar otras facilidades que se requieren para las celebraciones.
Desde 1988 se elige anualmente al Rey del Carnaval, que se corona a inicios de febrero. Participan cuatro actores fundamentales: las comparsas, los aguantavejigazos, los diablos cojuelos y el espectador, quien vive y disfruta de su fiesta.
La celebración del carnaval envuelve otras actividades festivas, culturales y deportivas, como conciertos, exposiciones, bailes, reconocimientos, presentación de artistas populares, etc.
Los grupos se presentan en Santo Domingo, un día escogido para esos fines, que no coincida con el desfile del carnaval que organiza la Secretaría de Turismo, en el cual los veganos ya no participan. Durante la celebración del Carnaval de La Vega, está prohibido el uso de botellas de vidrio, armas de fuego y armas blancas.
El Ayuntamiento tiene prohibidas, además, las vejigas fuertes; este accesorio debe ser hecho de cuatro cascarones de vejiga de vaca y no pueden tener ningún objeto extraño o que sea cortante. Tampoco, exceso de aire. Con la finalidad de proteger a la población, las vejigas que no reúnan los requisitos, son confiscadas.
La actividad final es el gran desfile, en el cual todos se quitan la careta y los disfraces. Luego se realizan los reconocimientos a los grupos, comparsas y personalidades colaboradoras o que, a juicio del comité organizador, sean merecedores de distinciones. El 6 de febrero de 1977, el Carnaval Vegano fue reconocido por la Cámara de Diputados como Patrimonio Folclórico de la Nación.

### Primeros grupos carnavalescos
Principales grupos de carnaval:
El primer grupo que se formó fue el de Los Broncos, nombre que les dio el pueblo debido a la forma violenta en que entraban a las zonas carnavalescas. Hay otro grupo, compuesto solamente por mujeres, que lleva por nombre Las Amazonas, fundado por Mercedes, Rosmery y Yakarina Peña y Aracelis, Nancy y Altagracia Torre, pero que este, en la actualidad ya está desintegrado. A los anteriores se suman Las Furias, Los Panitas, Los Escorpiones, Las Fieras, Las Hormigas, Los Panzudos, Las Gacelas, Las Panteras, Los Rookies, Los Cavernarios, Los Tigres, Las Plagas, Los Pieles Rojas, Los Gredas, Los Chilúas, Las Supermáquinas y desde el sector de Villa Rosa salen todos los grupos denominándose o llamándose "Carnaval 47" dirigido por el Dr. Grullon y el Sr. Alberto Marte (Lucilo), en honor a la serie de La Vega.
Otros grupos son: 
Los Leones, Los Pavitos, Los Guerreros, Los Dukes, Los Bárbaros, Los Chevis, Los Gilbert, Los Mellizos, Las Saetas, Los Punios, Los Leones, Las Máquinas, Las Brujas, Las Monjas, Tazmania, Los Pacíficos, Los Cocolos, Los Ángeles, y Los Bestiales. La mayoría de los nombres sugieren el estilo agresivo con que se manifiesta esta actividad; de ahí la inquietud de los organizadores y del Ayuntamiento en precaver cualquier acción violenta. Así, como bien expresa la escritora vegana Patria Quisqueya Concepción, ellos salen de sus diferentes cuevas, lugar donde se disfrazan y comienzan a lanzar sus cargas de colores y algarabías. Todos al toque de una sirena corren hacia una dirección: el parque Duarte de La Vega. Cada año, del carnaval de La Vega, es mucho mejor que el otro. La Vega vive y disfruta su carnaval.

#### Grupos más populares de hoy en día (2019)
Los Broncos, Las Fieras, Los Bufones, Los Blazers, Los Deconectados, Los Bichos, Los Saktclas, Los Insuperables ,Los Desterrados, Los Panitas, Los Goyuelos, Los Conejos y los Pandas.

### Origen de UCAVE
El ingeniero César Arturo Abreu, presidente de la Unión Carnavalesca Vegana (UCAVE), que además es un investigador de todo lo relacionado con las costumbres de este pueblo, señala que a través de los siglos hubo otras manifestaciones que fueron perfilando lo que es hoy el carnaval. Explica que a principios del siglo XX hizo su aparición desde Villa Rosa un grupo de la Sociedad del Acero, que en ese entonces dirigía Alfredo Scariona. Durante la Era de Trujillo el carnaval se vio sujeto a las restricciones de la época, como sucedió con todo, pero luego de la caída de la dictadura la actividad adopta manifestaciones sociales, culturales y revolucionarias. En la década de 1970 surgen los personajes y comparsas populares que constituyen la materia prima del Carnaval Vegano.
En el año 1980 el carnaval vistió sus pantalones largos, cuando la entidad PROVEGA lo llevó al desfile que organiza la Secretaria de Turismo en Santo Domingo y se llevó la mayoría de los premios. Al año siguiente se conformó el primer comité organizador, con los auspicios del Instituto Vegano de Cultura. En el 1988 se constituye la Unión Carnavalesca Vegana, UCAVE, organismo que agrupa a los diablos cojuelos, comparsas y personajes que participan en el carnaval. Esa entidad fue incorporada mediante el decreto n.º 386-91 del Poder Ejecutivo.

### Acción Constitucional de amparo contra COCAVE, UCAVE, y el Ayuntamiento.
En febrero de 2023, se produjo una situación legal cuando los grupos de carnaval, los Broncos de La Vega y las Fieras, demandaron con una acción Constitucional de amparo Colectivo Preventivo a COCAVE, UCAVE, y el Ayuntamiento, por prohibirles realizar acuerdos de patrocinio con empresas que no fuesen las que se conocían como las patrocinadoras oficiales del Carnaval.
Los grupos accionantes alegaron que se trata de un monopolio prohibido por él artículo 50.1 de la Constitución Dominicana, un agravio a la libre empresa y al derecho a la Cultura en el artículo 64. Por su parte el Ayuntamiento de La Vega alegó tener facultad para otorgar uso exclusivo en toda el área de Carnaval.
El Comité Organizador (Cocave) del Carnaval Vegano, emitió un comunicado de fecha 3 de febrero de 2023, en el que dice que tiene una serie de marcas comerciales que con exclusividad son las únicas que pueden actuar como patrocinadores de los grupos de carnaval durante la celebración del Carnaval Vegano.
Posteriormente El juez Suplente José Agapito Paulino Durán de la Segunda Sala de la Cámara Civil y Comercial del Distrito Judicial de La Vega, rechazó al recurso de amparo interpuestos por grupos del Carnaval de La Vega que alegan vulneración del derecho a la libre empresa por parte de los organizadores del carnaval.
Inmediatamente el representante legal de Los Broncos y Las Fieras el abogado constitucionalista Cirilo J. Guzmán interpuso un recurso de revisión ante el Tribunal Constitucional alegando Violaciones al derecho de Libre empresa, al no monopolio, el derecho a la Cultura y a la Libertad.
Anteriormente, el Tribunal Constitucional ha considerado en su SENTENCIA TC/0758/17 que el Carnaval vegano es Patrimonio Cultural de la Nación, al decidir en su sentencia vinculante lo siguiente:
“Para este tribunal, la justificación de la suspensión de la Sentencia núm. 209-2017-SORD-00010, radica en que el carnaval vegano es un patrimonio cultural de la nación, y referente a este derecho la Constitución, en su artículo 64, numeral 4, establece que “el patrimonio cultural de la nación, material e inmaterial, está bajo la salvaguarda del Estado que garantizara su protección, enriquecimiento, conservación, restauración y puesta en valor”. Como se puede apreciar, el Estado tiene la responsabilidad de garantizar la protección y conservación del patrimonio cultural de la nación”.

### Corte de La Vega ordenó al Ayuntamiento De la Vega, a Medrano Outsourcing, y a UCAVE; permitir a los Broncos & las Fieras el uso de publicidad o patrocinio de su elección.[11]
Mediante la ordenanza n.º 62/2023, del 15 de diciembre de 2023, la Corte Civil de La Vega Ordenó a Ucave, Cocave, al Ayuntamiento de La Vega, a Medrano Outsourcing Group, y cualquier entidad, emitir cualquier comunicado, resolución, ejecución o acción de cualquier naturaleza tendiente a prohibir a las partes recurrentes Grupo Los Broncos y Grupo las Fieras el uso de la publicidad o patrocinio de su elección. Con esta sentencia los grupos de Carnaval Vegano, representados por su abogado Cirilo de Jesús Guzmán, obtuvieron ganancia de causa. 

### Deporte
Entre los meses de octubre y diciembre se celebra el torneo de baloncesto superior de la ciudad, organizado por la Asociación de Baloncesto de La Vega (ASOBAVE), donde participan cinco equipos: 
- Club Parque Hostos (11 coronas) (ganadores del torneo 2022)
- Club La Matica (6 coronas)
- Club Dosa (5 coronas)
- Club Enriquillo (3 coronas)
- Club La Villa (2 coronas)

## Veganos ilustres
- Juan de Dios Ventura Soriano (El Caballo Mayor)[15]
- Juan Bosch
- Antonio Guzmán
- Leonte Guzmán Sánchez[16][17][18][19]
- Juana Saltitopa
- Nicolás de Jesús López Rodríguez
- José Ramón Peralta
- Frank Moya Pons
- Pastor de Moya
- Cirilo J. Guzmán
- Carlos de la Mota
- José Alejandro Vargas
- Rufino Gil
- Milton R. Restituyo
- Andrés Peretti Serra
- Pedro A. Rivera
- Darío Suro
- Enrique García Godoy
- Ricardo (Richard) Brito
- Timoteo Santos
- Óscar Núñez
- Milton Restituyo